# Zoo Dresden
Koordinaten: 51° 2′ 13″ N, 13° 45′ 14″ O
Der Zoo Dresden wurde am 9. Mai 1861 eröffnet und ist damit nach Berlin, Frankfurt/Main und Köln der viertälteste Zoo Deutschlands. Er liegt im südwestlichen Teil des Großen Gartens und beherbergt 1031 Tiere in 205 verschiedenen Arten, darunter 79 Vogelarten und 61 Säugetierarten. Die Fläche des Zoos beträgt rund 13 Hektar.

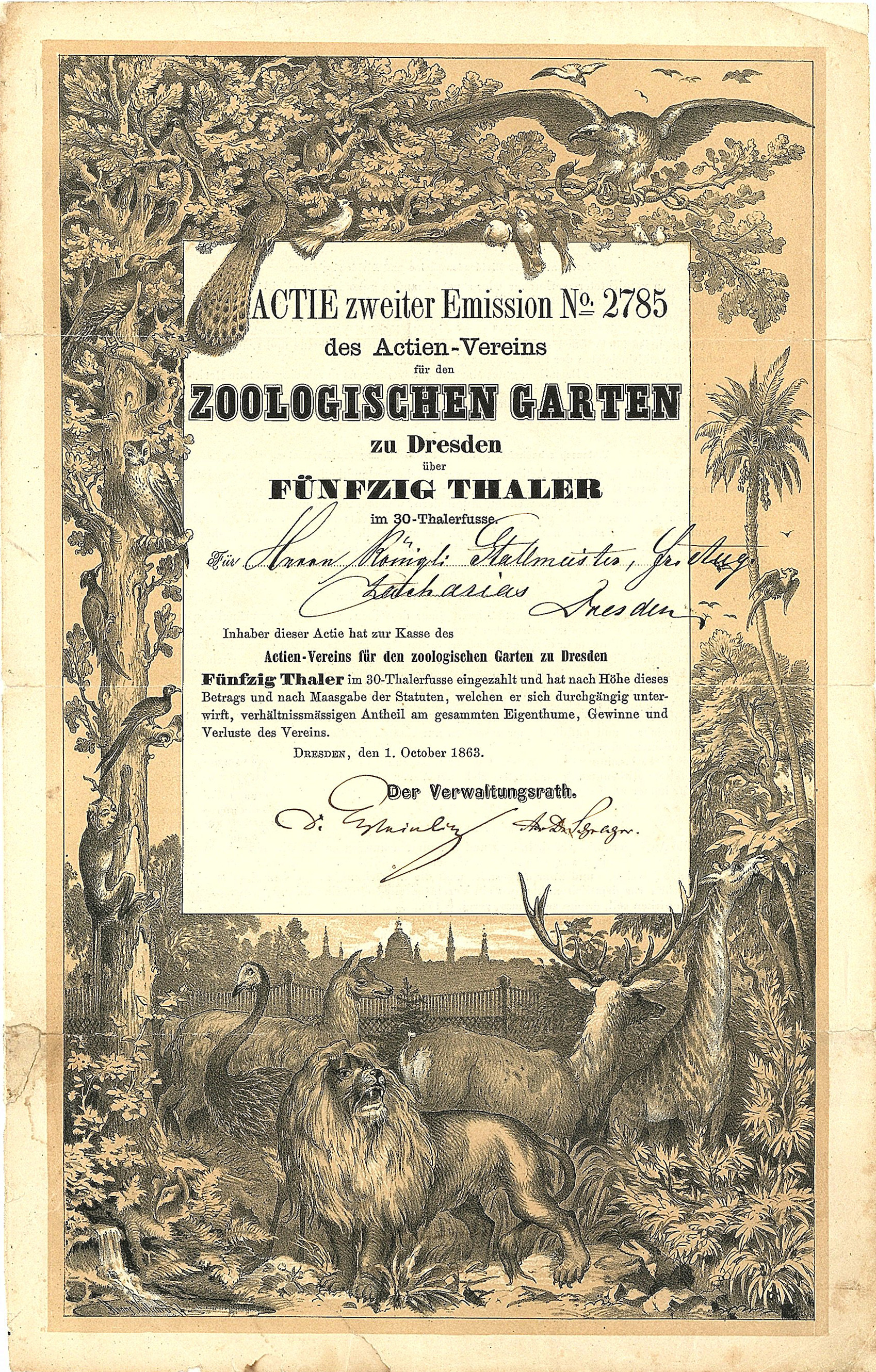
Aktie des Zoologischen Gartens zu Dresden über 50 Thaler im 30 Thalerfusse, ausgestellt am 1. Oktober 1863 in einer Auflage von 1000 Stücken. Die Aktie diente als freie Eintrittskarte, deshalb die Gebrauchsspuren.

## Geschichte

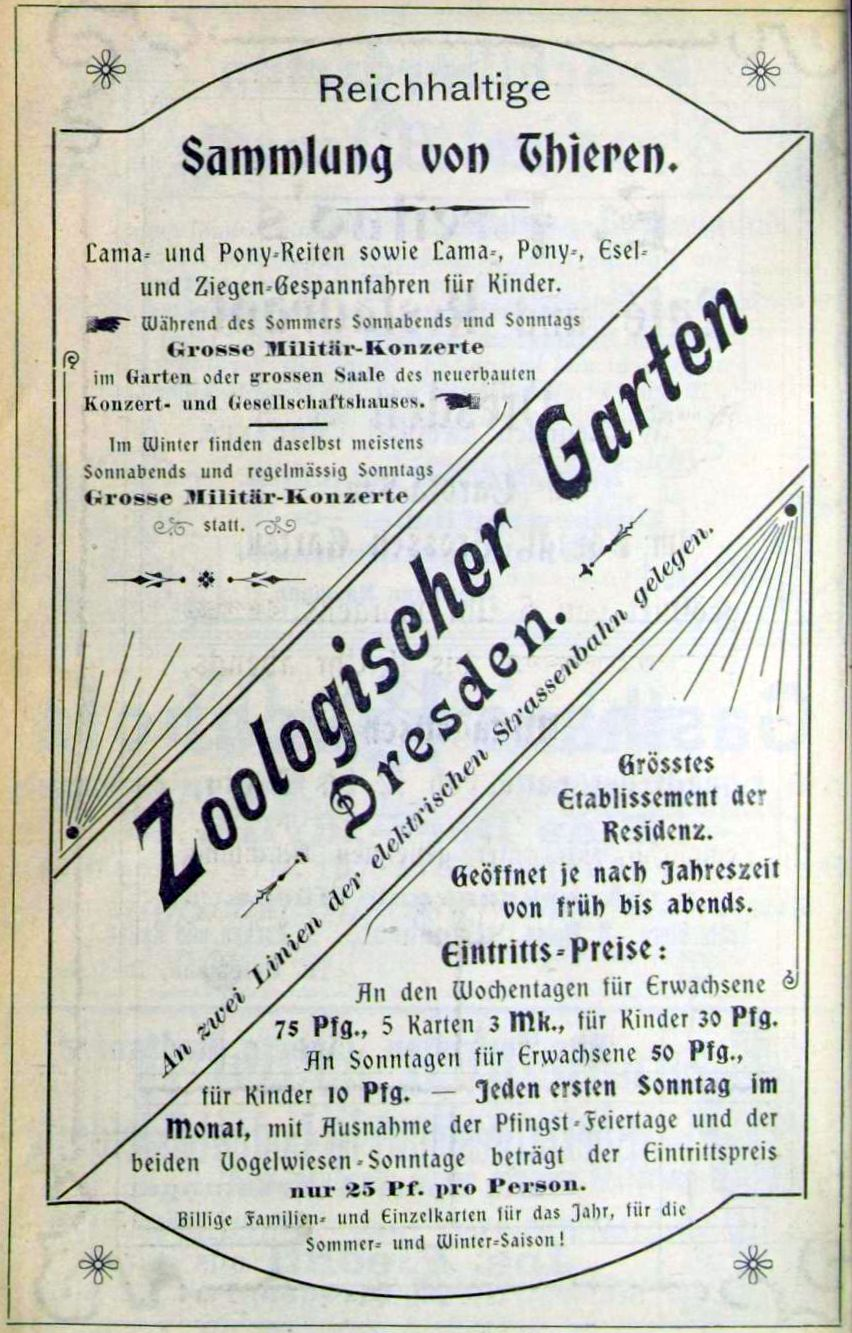
Anzeige für den Zoo um 1900

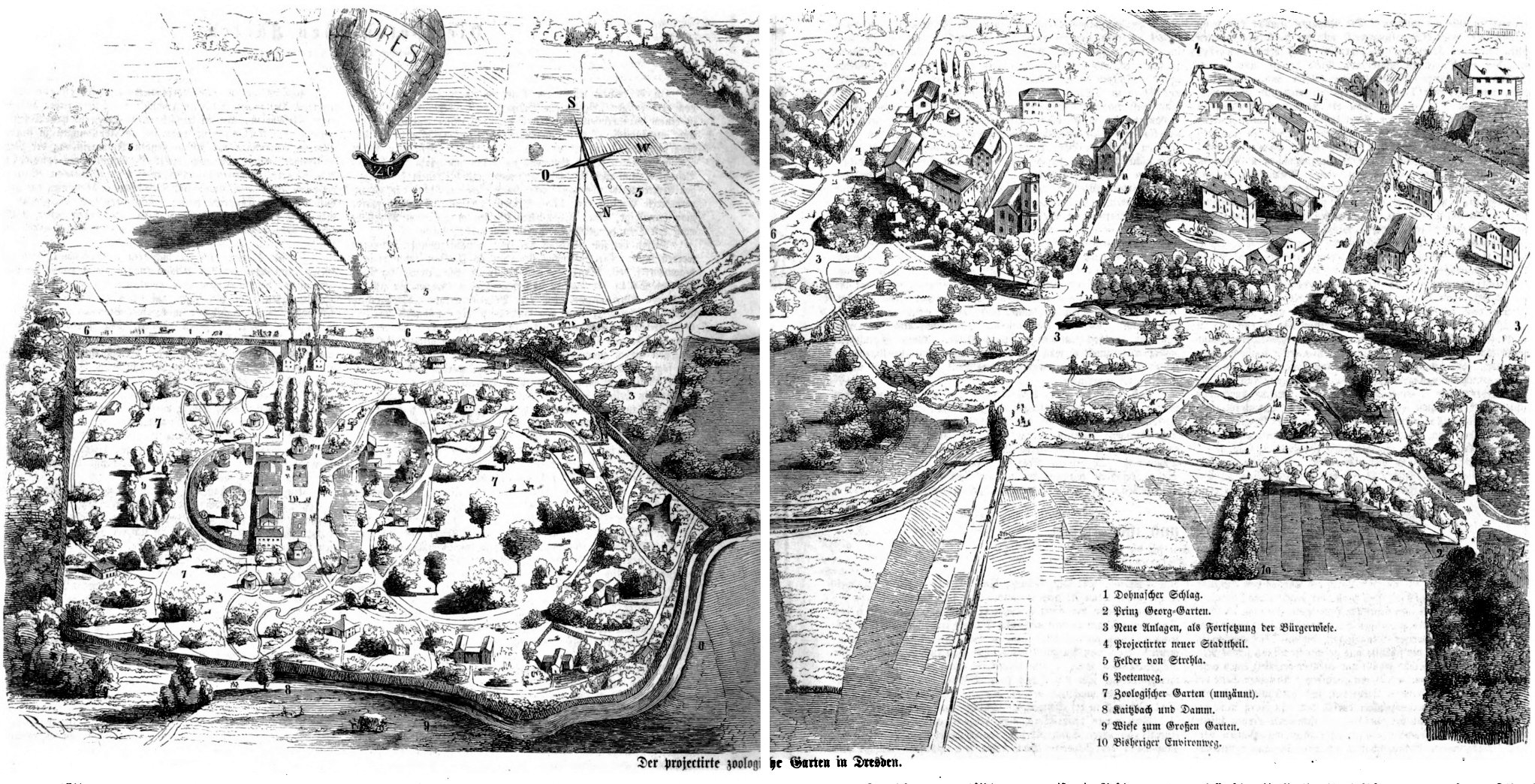
Das Zoogelände vor Beginn der Bauarbeiten (1860).

1859 konstituierte sich auf Anregung des Dresdner „Vereins für Hühnerzucht“ ein Komitee, welches in Zusammenarbeit mit der Stadtverwaltung die Gründung eines Tiergartens in die Wege leitete. Als Landschaftsarchitekt fungierte Peter Joseph Lenné und für alle Bauten des Zoos zeichnete der Architekt Carl Adolph Canzler verantwortlich. König Johann stellte einen Teil des königlichen Großen Gartens zur Verfügung. Nach zweijähriger Bauzeit wurde der Zoo am 9. Mai 1861 eröffnet. Erster Direktor des Zoos war Albin Schoepf, der den Zoo mit Hilfe seines Sohnes und späteren Direktors Adolph Schoepf aufbaute. Seit 1873 kümmerte sich der Zoo Dresden um Menschenaffen, speziell um die Orang-Utans, mit denen der Zoo 1927 weltweite Beachtung erlangte. Zum ersten Mal wurden das Heranwachsen eines Orang-Utans und die natürliche Aufzucht durch die Mutter beobachtet und dokumentiert. In den Jahren 1910 bis 1934 hatte Gustav Brandes die Leitung des Zoos inne, der die Grundlagen für einen modernen Zoo legte. Er strukturierte den Zoo von der reinen Tierschau um zu einer artgerechten Haltung in naturnaher Umgebung.
Der Bombenangriff auf Dresden am 13. Februar 1945 führte auch im Zoologischen Garten zu schweren Zerstörungen und vernichtete fast den gesamten Tierbestand, aber bereits im Mai 1946 erfolgte die Wiedereröffnung. 1950 bewarb sich Wolfgang Ullrich um eine Assistenzstelle, wurde sofort als Direktor eingesetzt und leitete den Zoologischen Garten bis zu seinem Tode 1973. Seit 1968 gibt es eine Zooschule.
1951 kam die asiatische Elefantenkuh Carla aus Hannover in den Zoo und zog die Massen an.
1960 kam die indische Elefantenkuh Schöpfi in den Zoo. Sie starb 2010.
1992 gründete sich ein Förderverein für den Zoo, 1997 begann der Bau des Afrikahauses, welches 1999 eröffnete.
Im Februar 2006 ist das erste Mal für den Dresdner Zoo ein Elefant geboren worden. Der bei der Geburt 107 kg schwere Bulle entstand durch künstliche Besamung von Drumbo; es war das erste Mal, dass dies in Deutschland bei einem Elefanten durchgeführt wurde. Der Elefant wurde auf den Namen Thabo-Umasai getauft. Er lebte dann ab 2011 im Zoo Pittsburgh (USA) und starb im Juli 2017.
2011 hatte der Zoo Dresden sein 150. Jubiläum. In der Jubiläumswoche kamen über 46.000 Besucher in den Zoo. Im Herbst 2011 wurde die Schneeleopardenanlage eröffnet. Zudem gab es in diesem Jahr erstmalig Nachwuchs bei den Buntmardern und Kugelgürteltieren.
Im November 2013 kamen zwei Koala-Männchen in den Zoo. Ein Weibchen folgte im Jahr 2015. Den ersten Koala-Nachwuchs gab es im März 2023.
2015 gab es erstmals Nachwuchs bei den Schneeleoparden. In diesem Jahr verstarb das Leistenkrokodil Max im Alter von 60 Jahren. Die Anlage wurde ab 2016 mit dem Sunda-Gavial De Gaulle besetzt. Anfang November 2015 schloss das in den 1970er eröffnete Pinguin Café. 2015 begann auch die Sanierung des 1999 eröffneten Afrikahauses. Die Eröffnung des umgebauten Hauses fand im April 2018 statt. Ebenfalls 2018 konnte das neu gebaute Pinguin Café eröffnen.
2017 verlieh das Great Ape Project dem Dresdner Zoo den „Negativ-Award 2017“ für die nach Meinung der Organisation „schlimmste Orang-Utan-Haltung in einem europäischen Zoo“.
Am 6. Oktober 2022 wurde eine neue begehbare Anlage für die Roten Riesenkängurus eröffnet.
Im Oktober 2023 gab Stefan Flinner als Puppenspieler des Zookaspers nach 33 Jahren seine letzte Vorstellung.
Am 18. Juni 2024 wurde ein neu gebautes Orang-Utan-Haus eröffnet.

## Anlagen
Der Zoo Dresden beherbergt rund 1030 Tiere, darunter 460 Vögel, über 340 Säugetiere und etwa 100 Fische.
Unter den 205 Arten befinden sich unter anderen 79 Vogel-, 61 Säugetier- und 17 Fischarten. Der Zoo besitzt einen für vergleichbare Einrichtungen sehr umfangreichen Bestand heimischer und europäischer Kleinvögel. Darüber hinaus ist der Zoo Dresden neben dem Thüringer Zoopark Erfurt die einzige zoologische Einrichtung in Deutschland, die Kronenmakis zeigt.

### Aquarium/Terrarium
Das Gebäude wurde 1961 eröffnet und 2022 geschlossen. Es beherbergte unter anderem Australien-Krokodile, Netzpythons und Nattern. Das Leistenkrokodil Max (1958–2015) wurde 2010 im Prof.-Brandes-Haus untergebracht.

### Zoo unter der Erde
Der „Zoo unter der Erde“ wurde 1997 eröffnet. Die Baukosten betrugen etwa 400.000 Mark. Im Gebäude der unter der Erde gelegenen Anlage wird auf etwa 70 m² das Leben von Feuersalamandern, Molchen, Atlaskröten, Königsnattern, Türkei-Stachelmäusen und anderen Kleintieren gezeigt. Der Schauraum ist über eine Treppe oder eine Rutsche zu erreichen. In einer nachgebildeten Kanalisation sind Wanderratten zu sehen.

### Afrikahaus

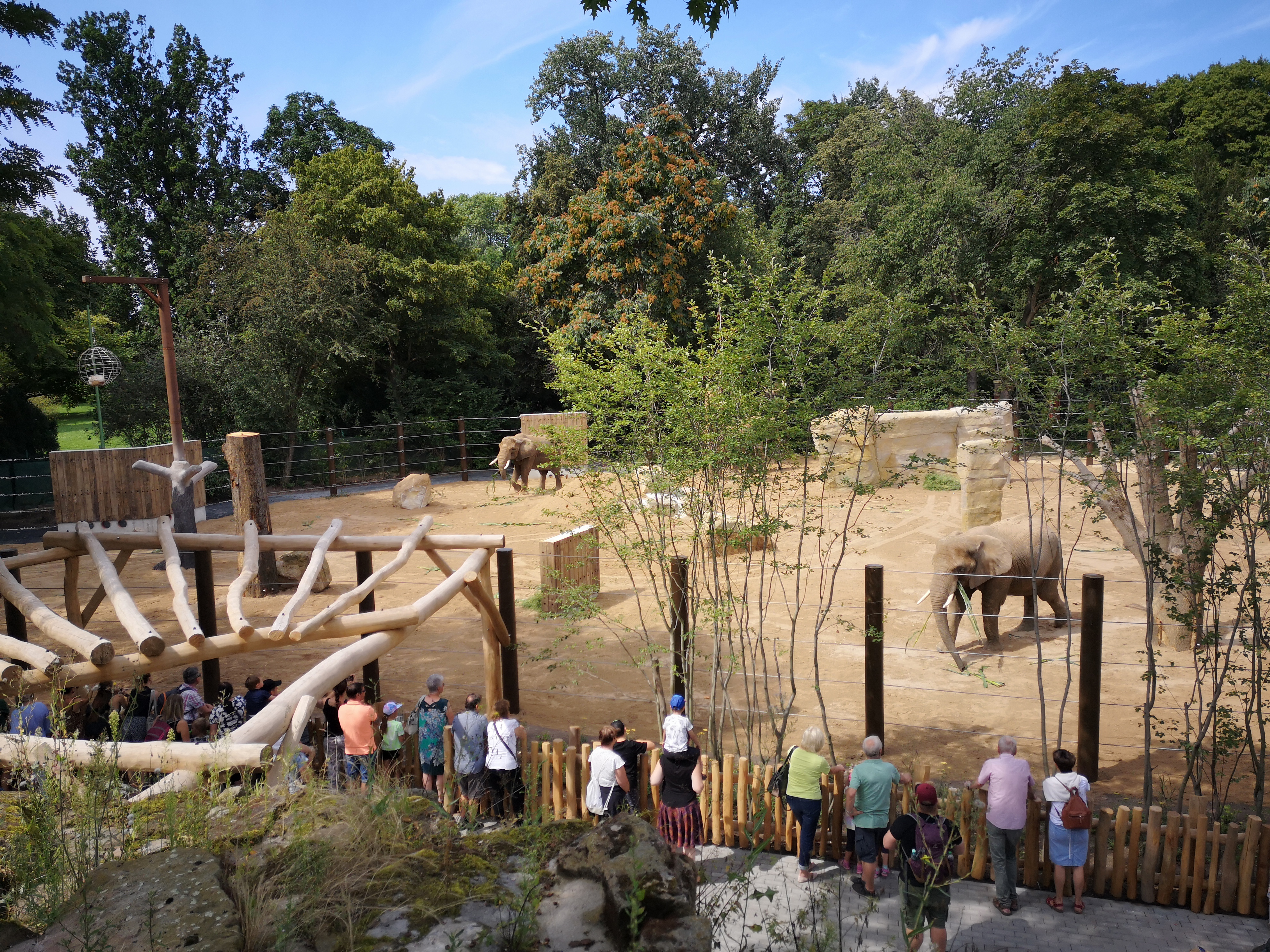
Elefantenaußenanlage

Das „Afrikahaus“ wurde 1999 eingeweiht und kostete 12 Millionen Mark. Es schließt sich direkt dem Haupteingangsgebäude an. Im Eingangsbereich ist über Glasscheiben Einblick in den Wohnraum der Nacktmulle ermöglicht. In der Haupthalle befinden sich die Gehege der Mandrills und der Elefanten. Das Innengehege der Mandrills umfasst eine Fläche von rund 120 m² und außen 250 m². Ein Innenfreilauf, ein Badebecken sowie Einzelboxen stehen den drei afrikanischen Elefantenkühen Drumbo, Sawu und Mogli (bis Ende 2011 auch dem Kalb Thabo-Umasai) im Haus zur Verfügung. Darüber hinaus existiert eine Außenanlage mit 3500 m², die ebenfalls mit einem Badebecken ausgestattet ist.
Der 8,62 Millionen Euro teure Umbau des Afrikahauses wurde am 11. April 2018 mit 1000 m² Lauffläche wiedereröffnet. Für die Vergrößerung der Elefanten-Innenanlage mussten der durch „Galeriewald“ und über eine Holzbrücke führende, mit Waldboden bedeckte Besucherpfad sowie der Wassergraben der Mandrillanlage weichen. Von November 2018 bis November 2020 wurde der 1985 in Simbabwe geborene Elefantenbulle Tembo aus dem Tierpark Berlin für die Zucht gehalten, jedoch erfolglos. Nun soll es mit dem 1989 geborenen afrikanischen Bullen Tonga aus dem Serengeti-Park Hodenhagen gelingen.

### Pinguinanlage

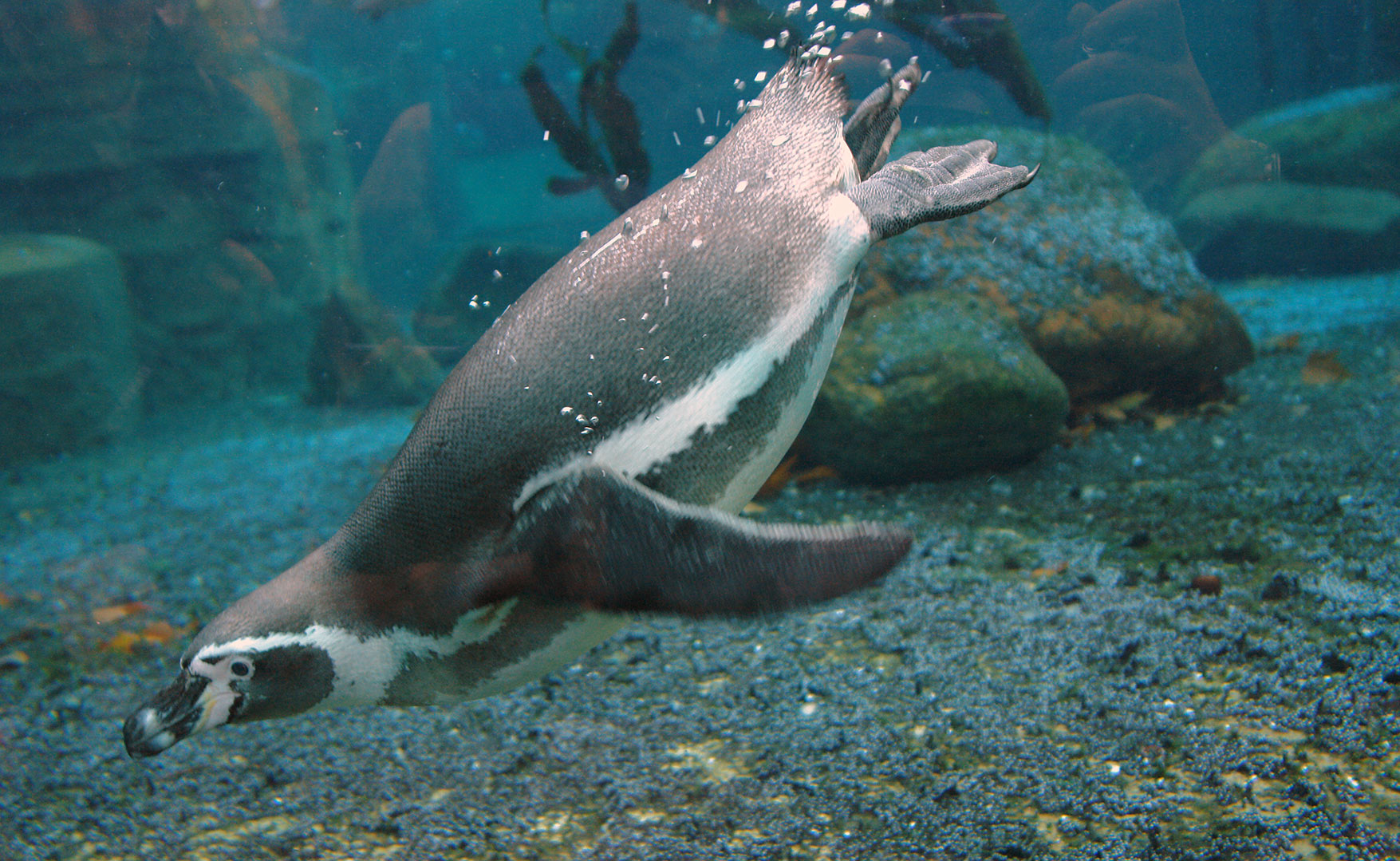
Tauchender Pinguin auf der Pinguinanlage

2005 wurde das alte Wasserbecken der Anlage komplett abgerissen. Es entstand eine neue, naturnah gestaltete Außenanlage für die Gruppe der Humboldt-Pinguine. Mitte 2006 wurde die neue Anlage eröffnet, die Panzerglas und eine Wasserfilteranlage aufweist. Die Kosten betrugen etwa 98.000 Euro.

### Orang-Utan-Haus
Das Orang-Utan-Haus wurde im Juni 2024 eröffnet. Mit einer Bausumme von 22 Millionen Euro ist es das größte Bauprojekt in der Geschichte des Zoo Dresden. Neben den Sumatra-Orang-Utans leben in dem Haus drei Aldabra-Riesenschildkröten (Hugo II, Hugo III und Hugo IV), Binturongs, zwei Glattotter (Diyala und Ravi), zwei Netzpythons, Fidschileguane, Smaragdwarane, Kragenechsen und Riesenblauzungenskinke.
Das kreisrunde Gebäude hat innenliegende Außenanlagen für die Sumatra-Orang-Utans und die Glattotter. Im Vergleich zu dem alten Orang-Utan-Haus, welches 1985 eröffnet wurde, steht den Sumatra-Orang-Utans deutlich mehr Platz zur Verfügung. Die Grundfläche der alten Innenanlage betrug 25 Quadratmeter, im neuen Haus ist das kleinste der vier Innengehege 85 Quadratmeter groß. Der höchste Punkt der Netzkonstruktion, die die Außenanlagen überspannt, liegt bei über zehn Metern. Mit einem Gebäudedurchmesser von 60 Metern und einer Nettoraumfläche von ca. 3.440 Quadratmetern ist das Orang-Utan-Haus das größte Gebäude im Zoo.
Die erwachsenen Sumatra-Orang-Utans Toni und Daisy bilden mit Jungtier Dalai eine Zuchtgruppe. Die andere Gruppe sind die Affenweibchen Djaka (geboren 1969) und Halbschwester Djudi (geboren 1973).

### Löwen-Karakal-Anlage
2007 wurde die neue Anlage für das Löwenpaar Jago und Layla eröffnet. Nach einem halben Jahr Bauzeit und mit Baukosten in Höhe von 2,8 Millionen Euro entstand auf einer Fläche von 1300 Quadratmetern die neue Löwensavanne am alten Raubtierhaus. Entsprechend dem heimatlichen Lebensraum der Löwen, Karakale und Zebramangusten, die in der Anlage untergebracht sind, wurde das Gehege als Savannenlandschaft gestaltet. Die Besucher können die Tiere durch Glasfenster oder aus fünf Metern Höhe beobachten. Die Anlage liegt direkt am restaurierten Besucherfelsen, wo eine Ausstellung über die Geschichte des Zoos informiert. Außerdem wurde ein Wasserspielplatz angelegt. 2012 wurden die Jungtiere Abaja und Damien geboren. Jago wurde 2022 im Alter von 16 Jahren aufgrund einer Krankheit eingeschläfert.

### Giraffen- und Zebraanlage

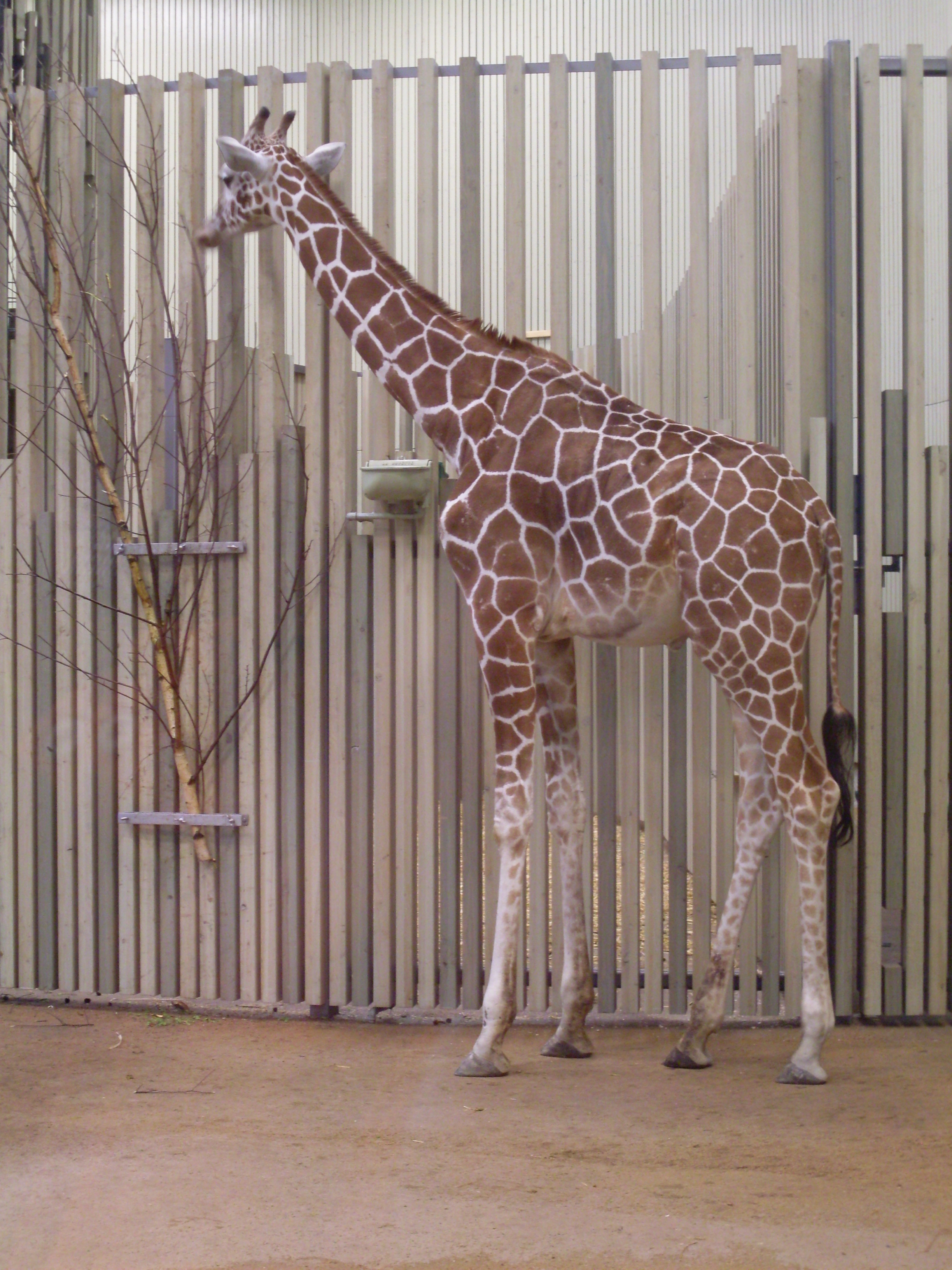
Netzgiraffe im Giraffenhaus

2008 wurde die neue Giraffen- und Zebraanlage eröffnet. Viele Dresdner Firmen und der Förderverein des Zoos unterstützten den Bau der neuen Anlage, um die langjährige Tradition der Giraffenhaltung im Dresdner Zoo nach 24 Jahren wieder aufleben zu lassen. Nachdem zunächst drei männliche Tiere unterschiedlicher Unterarten einzogen – darunter bis 2013 der Netzgiraffen-Bulle Ulembo – wurde entschieden, eine Zucht mit Kordofan-Giraffen aufzunehmen. Zurzeit leben der Giraffenbulle Diko und seit 2013 das Weibchen Tessa hier. Im April 2015 kam die zweijährige Kuh Gaia aus dem Touroparc-Zoo in Romanèche-Thorins hinzu. Alle drei Tiere zählen zur seltenen Unterart der Kordofan-Giraffe, die in Deutschland nur in Dresden zu sehen ist.

### Katta-Insel
Die Anlage der Katta-Insel wurde 2009 eröffnet. Nachdem sich die Tiere für einige Zeit eingewöhnt hatten, wurde für die Besucher eine Brücke zur Insel angelegt, die es erlaubt, die Tiere ohne eine sie umgebende Barriere zu beobachten.

### Prof.-Brandes-Haus

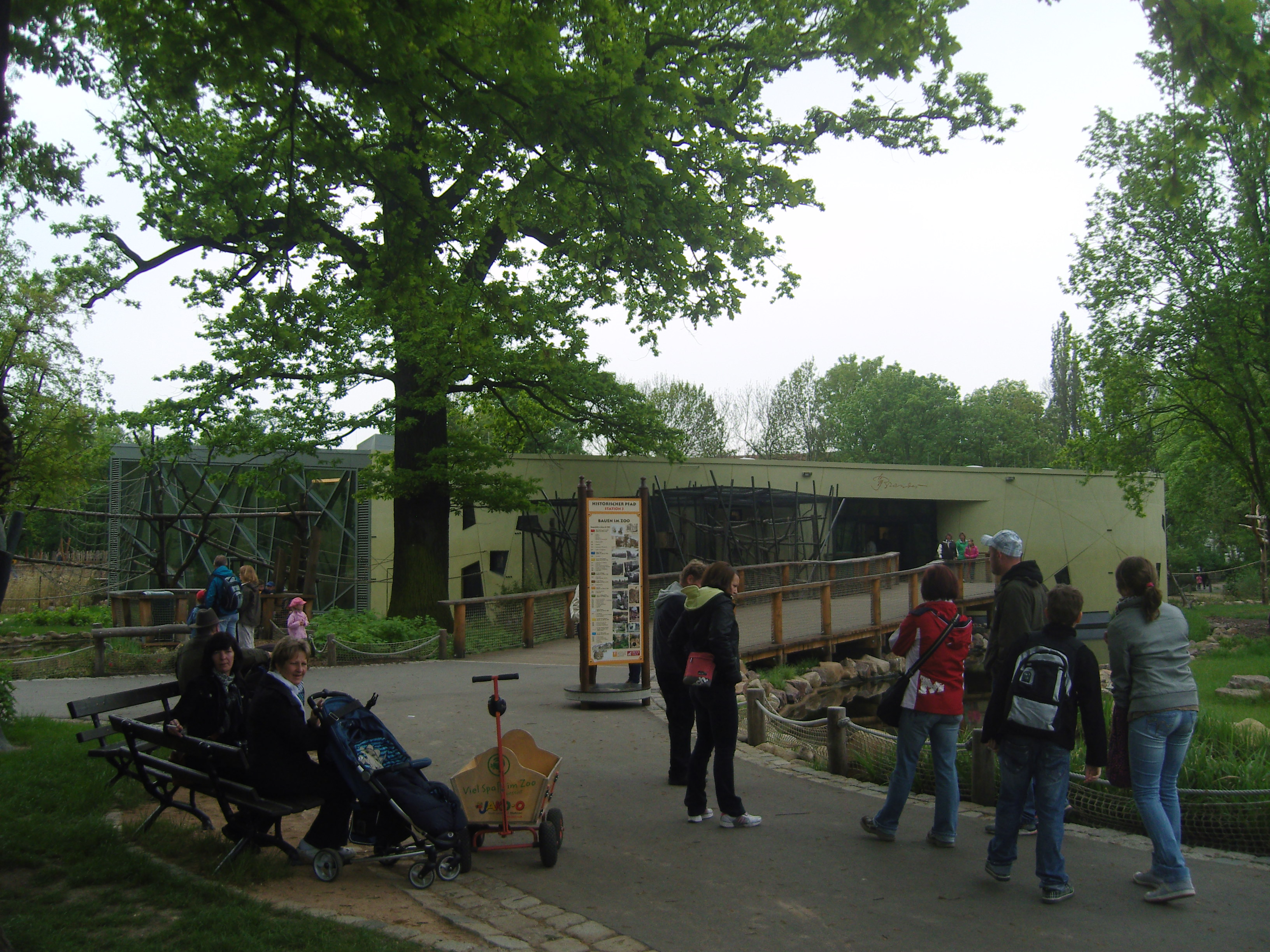
Professor-Brandes-Haus

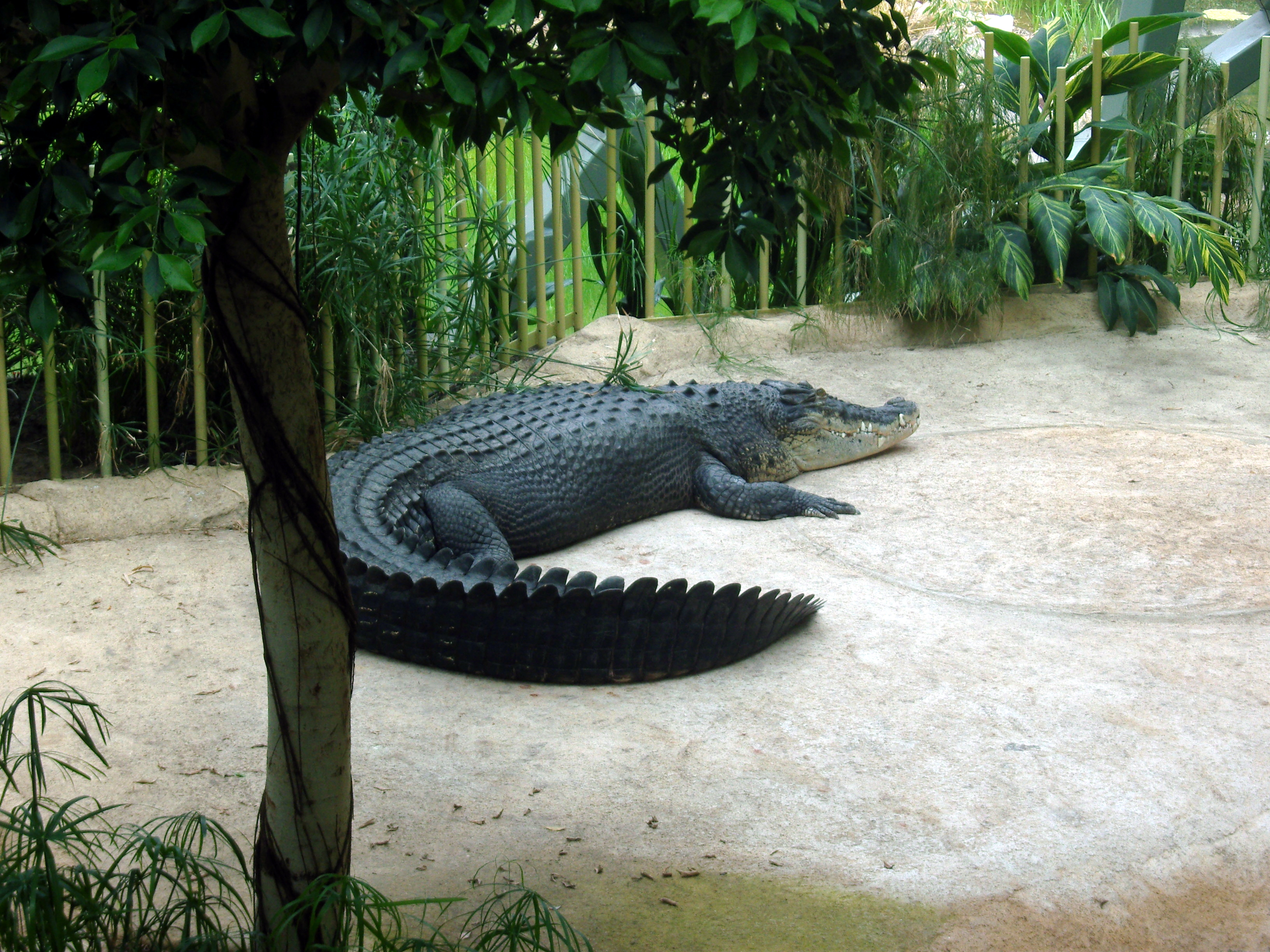
Leistenkrokodil „Max“, gestorben 2015

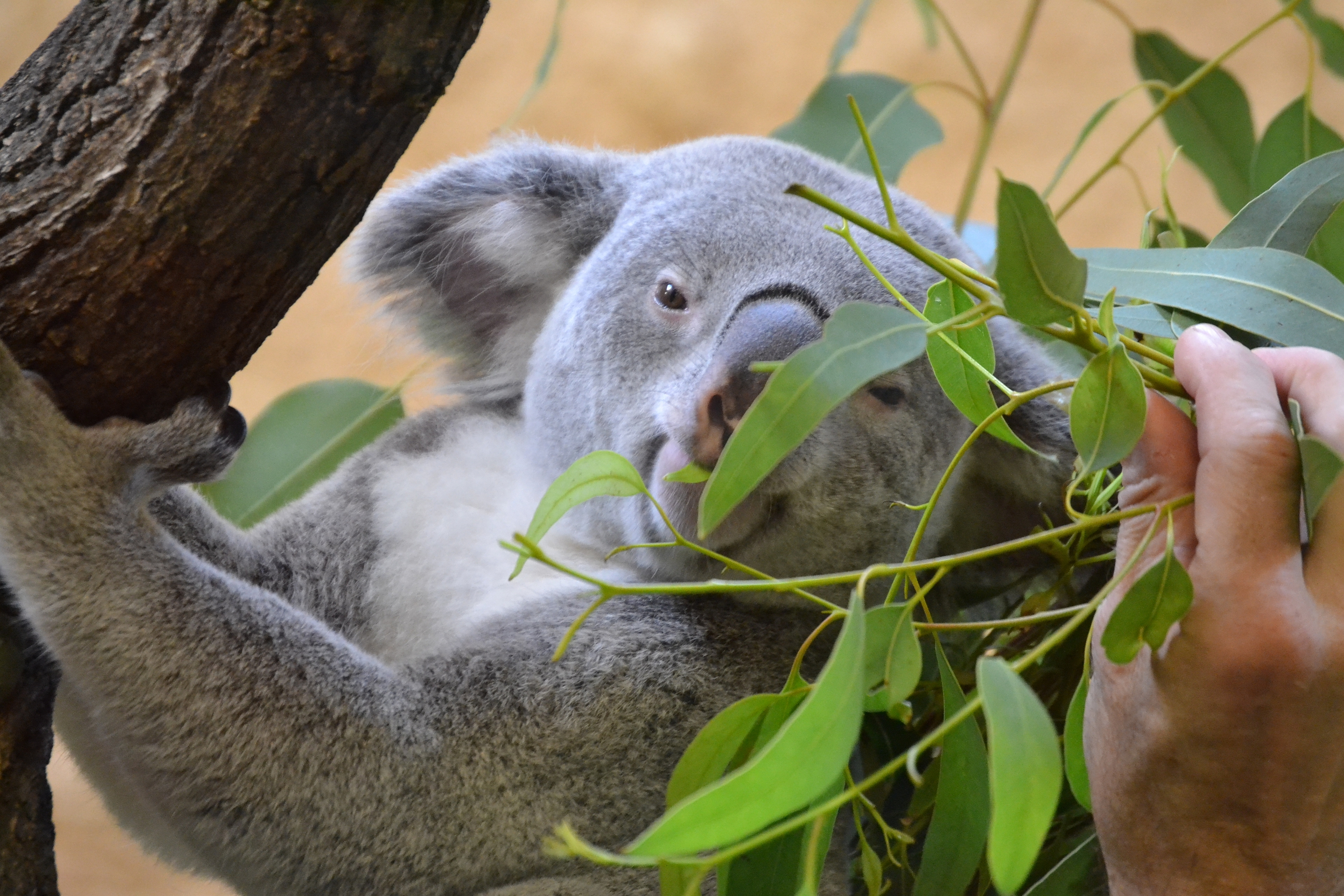
Koalamännchen bei der Fütterung durch einen Tierpfleger

Am 2. Juli 2010 wurde das Tropenhaus eröffnet. Es beherbergt vor allem Klettertiere wie Affen und Faultiere, aber auch Vögel, Insekten und bis zu seinem Tod im Juli 2015 das bereits seit 1958 im Besitz des Zoos befindliche Leistenkrokodil Max. Weiterhin zogen am 18. November 2013 die zwei Koala-Männchen Iraga und Mullaya aus dem Zoo Duisburg ein, für welche eigens Eukalyptus gezüchtet wird. Damit war der Zoo Dresden der zweite Tierpark in Deutschland, in dem diese Tiere zu sehen sind. Ein Koalaweibchen mit dem Namen Sydney traf im Frühjahr 2019 aus dem Zoo von Antwerpen ein. Im Dezember 2022 kam mit Eerin aus dem Zoo Duisburg ein weiteres Koala-Weibchen in den Zoo. Am 22. März 2023 brachte Eerin ein Jungtier zur Welt und sorgte somit für den ersten Koala-Nachwuchs im Zoo Dresden. Sydney verstarb nach Krankheit am 7. Oktober 2024.
Die Anlage beherbergt auch Guerezas, die das Wahrzeichen des Zoos darstellen. Die Tiere werden seit 1960 gezüchtet, und über 70 Jungtiere wurden bisher aufgezogen. Weiterhin sind im Prof.-Brandes-Haus Kugelgürteltiere, Rote Brüllaffen, Südliche Tamanduas, Weißkopfsakis, Runzelhornvögel und Prevost-Hörnchen untergebracht, die sonst verhältnismäßig selten präsentiert werden. Im November 2015 zog ein neues Krokodil, ein 3,80 Meter langer und 200 Kilogramm schwerer Sunda-Gavial namens De Gaulle, in das Haus ein.

### Weitere Anlagen und Projekte

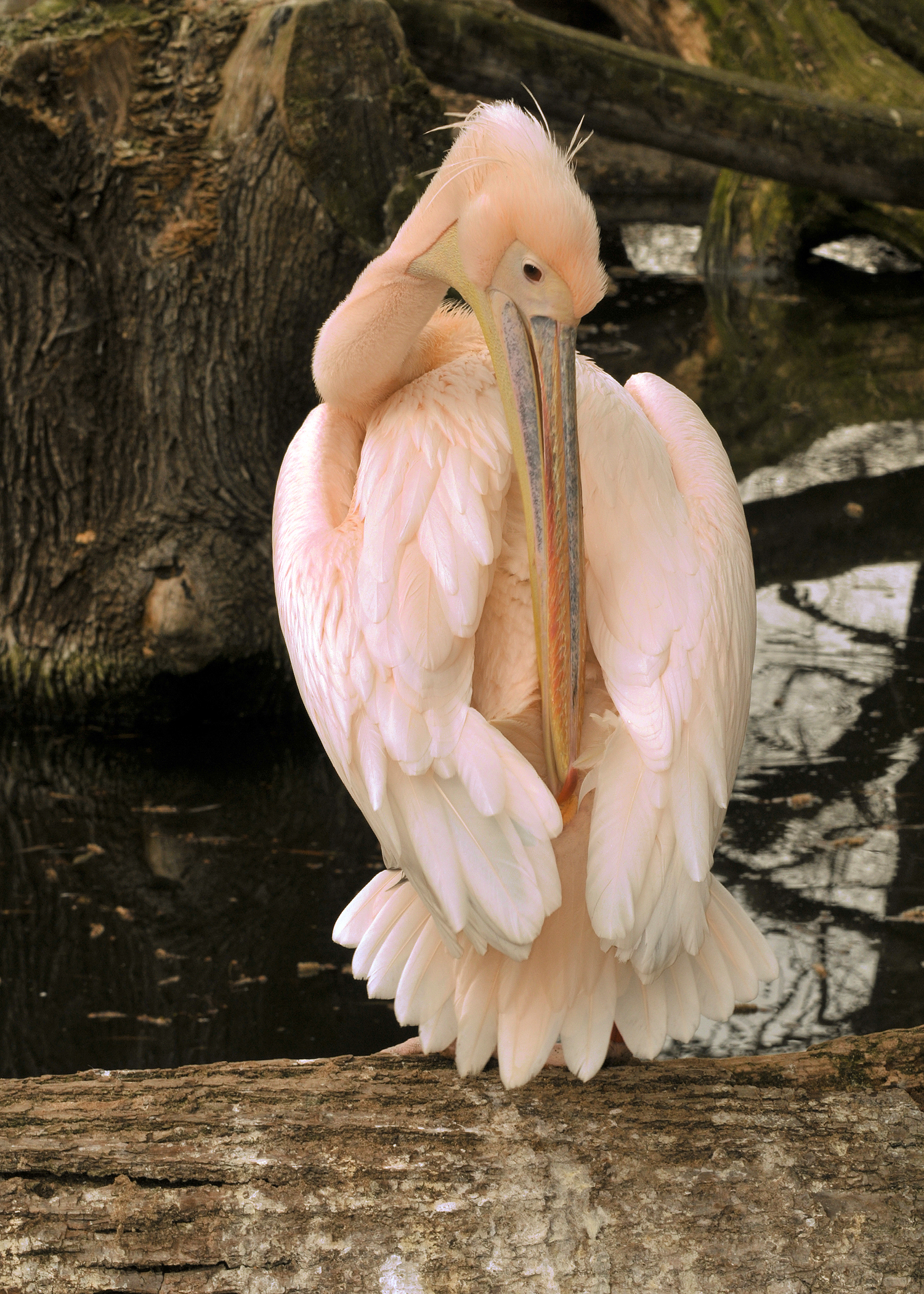
Rosapelikan beim Putzen des Gefieders

- 2008 bekam die Zoogesellschaft zusammen mit der Architektengemeinschaft Heinle Wischer aus Dresden für den Bau der Futtermeisterei und Heuscheune den Erlweinpreis.
- Die neue Schneeleopardenanlage wurde 2011 eröffnet. Zwei Tiere namens Istari und Askin leben hier.
- Der frühere Affenfelsen für die Rhesusaffen wurde zu einer Anlage für Erdmännchen umgestaltet und im April 2013 eröffnet. Die neue Anlage für die Kleinen Pandas wurde ebenfalls 2013 eröffnet.
- Das Pinguin-Café von 1973 wurde eingelagert. Ein Neubau eröffnete Ende März 2018.
- Der Zoo hält in seiner Gepardanlage nur männliche Tiere, seit August 2018 die Brüder Job und Sjef.[28]
- Im Zoo Dresden werden weitere Säugetierarten gehalten: Zebramangusten, Trampeltiere, Bantengs und Goldtakine.
- Am 6. Oktober 2022 wurde eine neue begehbare Anlage für die Roten Riesenkängurus eröffnet.[8]
- Eine neue begehbare Flamingovoliere für Kubaflamingos, Rote Sichler und Rosalöffler wurde im November 2020 fertiggestellt und kostete 1,6 Millionen Euro.[29]

## Direktoren
| Jahre         | Name |
| ------------- | --- |
| 1861 bis 1881 | Albin Schoepf |
| 1881 bis 1909 | Adolph Schoepf |
| 1910 bis 1934 | Gustav Brandes |
| 1934          | Hellmuth Buck |
| 1934 bis 1936 | Ingo Krumbiegel |
| 1937 bis 1939 | Assistent: Hans Petzsch |
| 1939 bis 1945 | Der offizielle Direktor Hans Petzsch wurde einberufen. Karl Claus übernahm die kaufmännische Leitung und Inspektor Otto Sailer erhielt die zoologische Leitung. |
| 1945 bis 1950 | Karl Claus |
| 1950 bis 1973 | Wolfgang Ullrich |
| 1973 bis 1984 | Gotthard Berger |
| 1984 bis 1990 | Hans-Dieter Hohmann |
| 1991          | Heinz Eberhard Schneider |
| 1992 bis 2002 | Hubert Lücker |
| seit 2003     | Karl-Heinz Ukena |

## Artenschutz

### Artenschutz im Zoo (ex-situ-Maßnahmen)

#### Beteiligung an Bemühungen des Europäischen Zooverbandes zur Erhaltungszucht
In der Grundsatzerklärung der IUCN werden Zoos als Institutionen benannt, zu deren Aufgabe es gehört, Reservepopulationen bedrohter und aussterbender Arten heranzuziehen. Zur wichtigsten Aufgabe aller Zoos gehörten die Förderung des Artenschutzes insbesondere durch international koordinierte Zuchtprogramme bestimmter Tierarten, so dass in den Zoos sich selbst erhaltende Populationen entstehen. Der Zoo Dresden bemüht sich speziell um die Zucht bedrohter asiatischer Wildtiere, wie Bartaffen, Orang-Utans, Fischkatzen oder Westkaukasischer Ture. Im Rahmen seiner Mitarbeit an Zuchtprogrammen der EAZA (European Association of Zoos and Aquaria) ist der Zoo Dresden mit 39 Spezies an EAZA ex situ Programmen (EEP) und mit zwölf Spezies an Europäischen Zuchtbuchprogrammen (ESB) beteiligt. Der Zoo Dresden führt die Zuchtbücher für Sattelstorch (ESB) und Afrikanischen Büffel (EEP).

### Artenschutz im Freiland (in-situ-Maßnahmen)
Neben der Zucht und tiergerechten Haltung bedrohter Tierarten sowie verschiedenen Informations- und Bildungsmöglichkeiten (ex situ Maßnahmen), werden auch Schutzprojekte im natürlichen Lebensraum der Tiere unterstützt (in situ). Ein Großteil der Tierarten ist durch das Verschwinden ihres Lebensraumes gefährdet. Ein Erhalt der Arten in der Natur kann deshalb nur Erfolg haben, wenn neben der Erhaltungszucht in Menschenhand auch der Lebensraum aktiv geschützt wird. Daher werden seit vielen Jahren verschiedene Projekte, die sich vor Ort für den Naturschutz einsetzen, vom Zoo Dresden unterstützt.

#### Artenschutzeuro
Mit der Einführung des Artenschutzeuros im Dezember 2018 konnte der Zoo Dresden sein in situ Engagement deutlich ausweiten. Der Artenschutzeuro ist ein freiwilliger Beitrag der Zoobesucher, der in ausgewählte Artenschutzprojekte auf der ganzen Welt fließt. Seit der Einführung kamen über 930.000 Euro (Stand: Dezember 2023) zusammen. Mehr als zwölf Artenschutzprojekte können so bei ihrer Arbeit im Freiland gefördert werden, darunter die Big Life Foundation, der Bukit Tigapuluh Nationalpark der Zoologischen Gesellschaft Frankfurt (FZS), das Naturschutzprojekt Bergwiesen im Osterzgebirge, das Projekt der Zoologischen Gesellschaft für Arten- und Populationsschutz (ZGAP) zum Schutz von Schraubenziegen, Marco-Polo-Schafen und anderen heimischen Huftieren, der Sphenisco-Verein zum Schutz von Humboldt-Pinguinen, der Snow Leopard Trust, die Tomistoma Task Force der SSC-Kommission der IUCN, die Vulture Conservation Foundation und Armonia Bolivia.
Ein Teil der Einnahmen des Artenschutzeuros wird in einem Notfallfonds zurückgehalten. Dadurch besteht die Möglichkeit Organisationen auch kurzfristig zu unterstützen, wenn diese akute Hilfe benötigen. Außerdem können so Schwankungen der Einnahmen ausgeglichen werden, wodurch die Projekte auch in Jahren mit geringeren Einnahmen des Artenschutzeuros Unterstützung bekommen können.

## Sonstiges
2007 startete im ZDF mit Dresdner Schnauzen eine Zoo-Serie aus dem Dresdner Zoo in 32 Folgen. 2011 sendete der MDR zum 150. Zoo-Geburtstag eine Sondersendung mit Moderator Olaf Berger. Am 18. Dezember 2020 sendete der MDR eine Folge von Elefant, Tiger & Co. unter anderem aus dem Zoo Dresden.